# Zenata

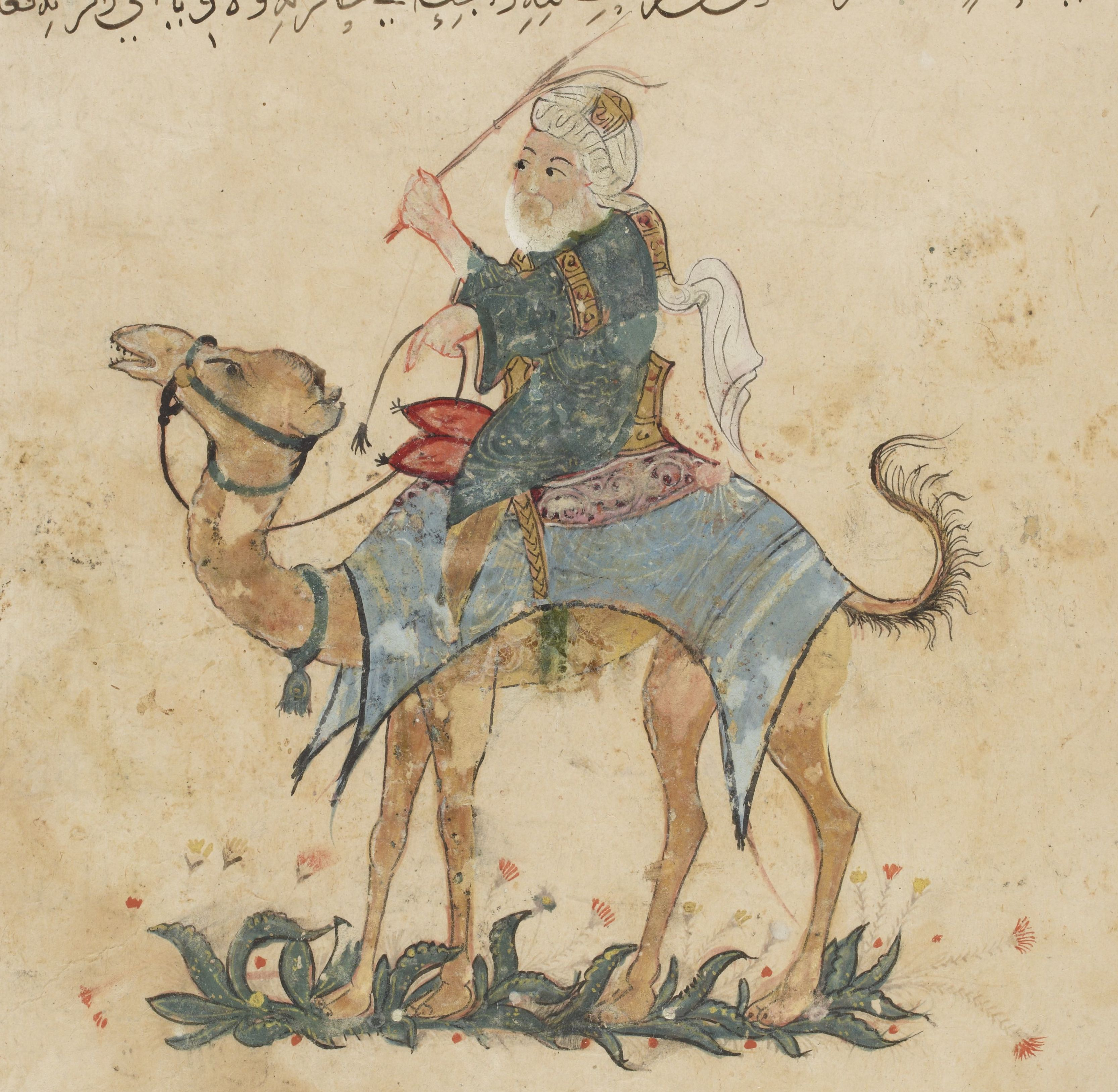

De Zenata (Berbers: ⵉⵣⵏⴰⵜⵏ Iznaten) zijn een van de drie grote Berber-confederaties in the Maghreb, samen met de Sanhaja en Masmuda.
Hun leefgebied ligt van Marokko tot aan West-Libië. In pre-islamitische tijden migreerden verschillende stammen naar het westen.

## Geschiedenis
Nadat hun koningin Dihya verslagen werd door de Arabieren, vluchtten ook andere stammen naar het gebied dat nu Noord-Marokko is. Gedurende de middeleeuwen was Tlemcen een belangrijke en rijke stad van de Zenata-stammen. Deze speelden een belangrijke rol in de geschiedenis van islamitisch Noord-Afrika en ze hebben eeuwen over grote delen van de Berberse wereld geregeerd. 
De Maghrawaden, Banu Ifran, Meriniden, Zianiden en de Wattasiden waren Zenata-dynastieën.
Zij waren hoofdzakelijk nomadisch en waren het minst sedentair van de Berberse stammen. Ondanks deze hoofdzakelijk nomadische levensstijl, hebben zij een groot aantal steden en dorpen gesticht in Marokko, Algerije en Tunesië. Belangrijke Marokkaanse steden als Oujda, Meknes, Tetouan en Taza zijn door de Zenata gesticht.
De Zenatastammen waren kundige ruiters en stonden in de middeleeuwen bekend om hun paardrijkunsten. Jinete, het Spaanse woord voor ruiter, is afgeleid van het woord Zenata.

## Zenata in Marokko

### Riffijnen
- Ait Ammart
- Ait Bouyahyi
- Ait Yettaft
- Ait Ourich
- Ait Said
- Ait Tafersite
- Ait Temsamane
- Ait Touzine
- Ait Waryaghar
- Ibaqouyen
- Ibdarsen
- Igzenayen
- Ikebdanen
- Iqer'iyen

### Ait Iznassen (Znassen)
- Ait Atiq
- Ait Khaled
- Ait Menqush
- Ait Ourimesh
- Houara
- Latamna

### Figuig stammen
- Ait Adi
- Ait Amer
- Ait Ennaj
- Ait Lemiz
- Ait Slimane
- Ait Wadday
- Iznayen

### Overige stammen
- Ait Ouarain (Beni Ouarain)
- Ait Seghroushen
- Ait Alaham
- Ait Bouzaid
- Ait Ghiata
- Ait Laith
- Ait Yazgha
- Ait Bouzegou
- Ait Ya'la
- Ait Zekerah
- Ahl Dabdou
- Oulad Bouchnafa
- Meknasa
- Tsoul
- Marmoucha

## Zenatastammen in Algerije
- Ait Snouss
- Bethioua
- Chaouis
- Chenouis
- Mozabieten
- Touggourt

## Zenata in Tunesië en Libië
- Djerba
- Matmata
- Sened en Majoura
- Zuara